# كارل بينيت (رجل أعمال)
كارل بينيت (بالسويدية: Carl Bennet)‏ هو شخصية أعمال سويدي، ولد في 19 أغسطس 1951.